# Erdő

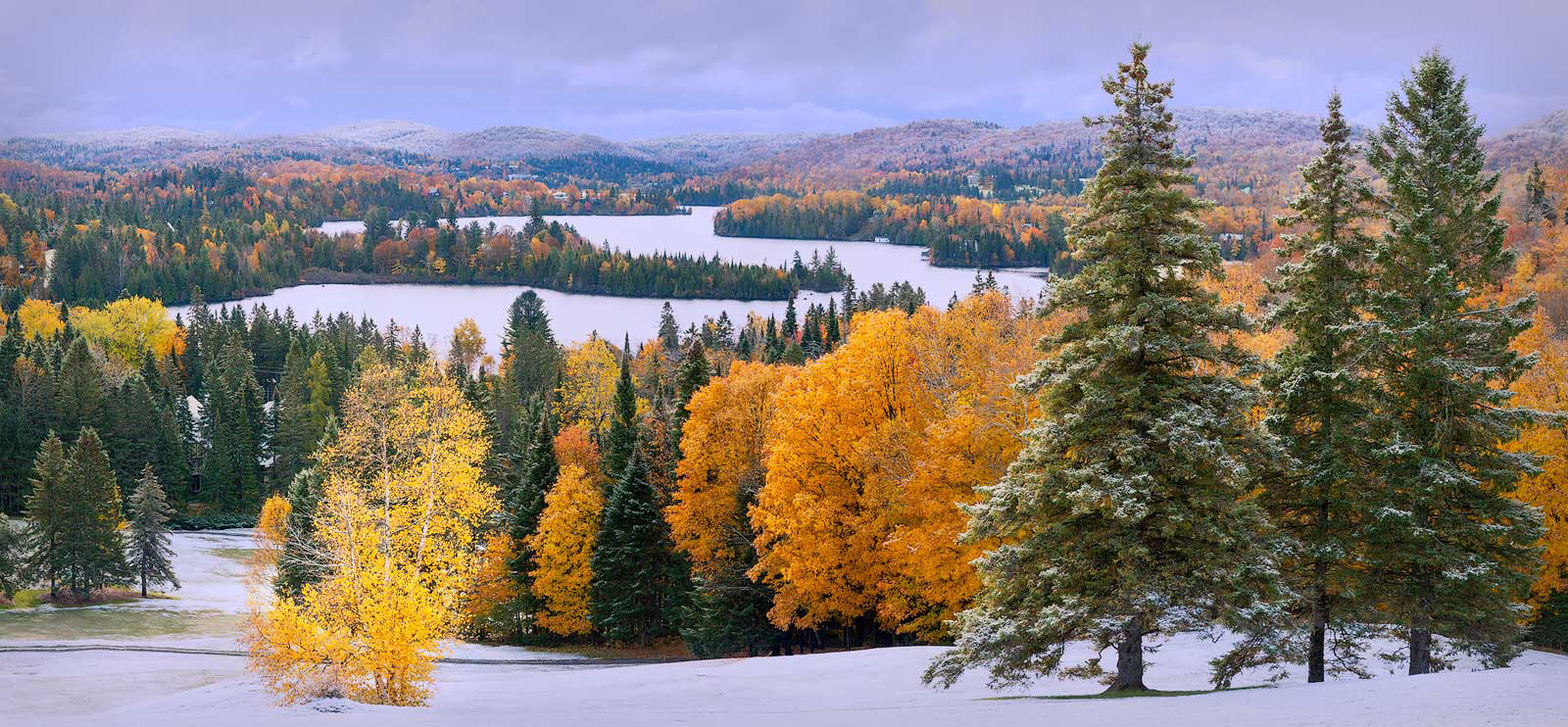
Első hó az őszi erdőben

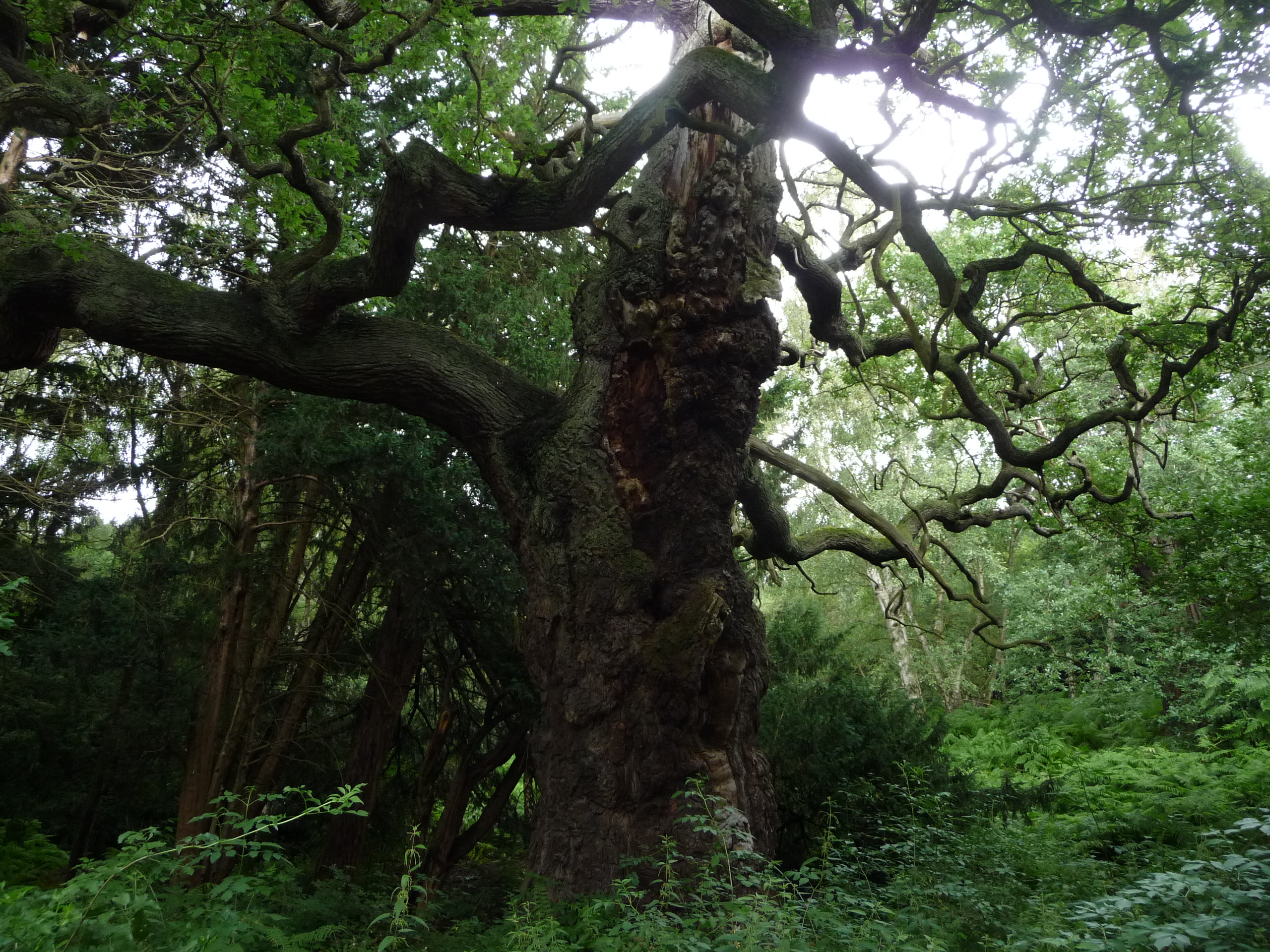
Idős fa a sherwoodi erdő mélyén

Az erdő olyan természetes vagy telepített élőhely, amelynek jellegét a sűrűn álló fák határozzák meg. Az erdők a Föld talán legkomplexebb életközösségei, amelyben egyaránt megtaláljuk a talajban élő mikroorganizmusokat, a földfelszínen élő mohákat, gombákat, lágy- és fás szárú növényeket. Állatvilága többnyire rendkívül gazdag, hosszú táplálékláncokkal.
Az erdei növényzet jellemző szintjei:
- lombkoronaszint(ek) — a mérsékelt égövi erdőkben jellemzően egy vagy kettő;
- cserjeszint  — a mérsékelt égövi erdőkben jellemzően egy;
- gyepszint — a mérsékelt égövi erdőkben jellemzően egy;
- moha- és zuzmószint,
- gyökérszint,
- folyondárszint — a mérsékelt égövön jellemzően a galériaerdőkben,
- epifitonszint — jellemzően a trópusi esőerdőkben.

Az erdők különböző formáit a trópusokon és a mérsékelt övben a magashegyek erdőhatáráig megtaláljuk mindenütt, ahol a fák növekedéséhez elég a csapadék és az erdőket az ember nem irtotta ki.
Az erdőben környezet számos paramétere (megvilágítás, hőmérséklet, páratartalom, talajnedvesség stb.) jelentősen eltér az azon kívüli területekétől (Wohlleben, 2015), ezért jellemző életközössége csak megfelelő méretű fás területen tartható fenn. Ezért nem nevezzük erdőnek:
- a magányos fákat,
- a néhány, illetve pár tucat fából álló facsoportokat,
- a fátlan növénytársulásokban szigetszerűen előforduló ligeteket,
- a fasorokat,
- az alig néhány fa széles erdősávokat stb.

A Magyarországon használatos területi beosztás szerint az erdő minimális területe 0,5 ha (Erdőgazdálkodási, 1964). Jogi értelemben az erdő a termőföld egyik művelési ága.

## Szuperorganizmus
A természetes állapotú erdők  olyan szuperorganizmusoknak tekintendők, amelyekben (legalábbis) az azonos fajú fák kapcsolódnak egymáshoz, és közös ellátó, illetve hírközlő rendszert hoznak létre. Ennek két módja ismeretes:
- közvetlen kapcsolat a szomszédos fák gyökereinek összenövésével;
- közvetett kapcsolat a fákkal mikorrhizás kapcsolatban élő gombákon át.

A közös ellátó rendszer (a lombokból a gyökerekbe visszajuttatott cukoroldat megosztása) lehetővé teszi, hogy az egészséges fák „kisegítsék” aktuálisan rosszabb állapotú társaikat. Ez a „segítőknek” is közvetlen érdeke, mivel az erdő kiritkulása lerontja annak sajátos mikroklímáját. A rendszer szélsőséges esetekben 400–500 éve kivágott fák tönkjeit is életben tarthatja, mivel azok a közös gyökérrendszerből továbbra is fel tudják szívni a szükséges tápanyagokat. A közvetlen gyökérkapcsolat lassan, több évtized alatt épül ki, ezért a viszonylag frissen telepített erdőkben a fák „magukra hagyatva”, a kedvezőtlen hatásokra sokkal érzékenyebben nőnek (Mancuso-Viola). A száz évnél rövidebb vágásfordulóra telepített erdőkben a gyökérkapcsolatok rendszere általában nem alakul ki. A kapcsolódások nem véletlenszerűek. A növények meg tudják különböztetni fajtársaik gyökereit az idegen fajokéitól — sőt, saját gyökereiket fajtársaikétól is (Wohlleben, 2015). Bár csak a gyökerek nőnek össze egymással, a lombkoronák kapcsolatának is megvan a jelentősége. Amikor egy fa ágai elérik szomszédainak ágait, nem nőnek tovább, de vastagodnak és erősödnek. Ennek eredményeként a vihar a magányos fáknál nehezebben dönti ki az egymás mellett állókat, mert az eltérő magasságú, tehát más-más frekvenciával rezgő-hajladozó fák kölcsönösen megtámasztják egymást (Wohlleben, 2015).

## Fajtái
Az erdők a legjellemzőbb fás növénytársulások.

### Domináns fafajaik típusa szerint
A köznyelvben, illetve a gazdálkodásban gyakran, a társulástani megnevezésekkel többé-kevésbé összhangban domináns fafajaik típusa szerint nevezzük őket. Eszerint a mérsékelt égövben:
- tűlevelű,
- lomblevelű és
- elegyes

erdőket különböztetünk meg. A trópusokon, ahol a pálmák stb. válnak uralkodó fajokká, fajcsoportokká, ez a három kategória további típusokkal egészül ki.

### Megújulásának módja szerint
Eredetük szerint az erdők három fő csoportja:
- őserdők,
- szálerdők,
- sarjerdők.

Az őserdő emberi beavatkozás nélkül újul meg. Magyarországon nincs olyan terület, ahol ne lett volna valaha valamilyen erdőgazdálkodás; itt őserdőknek azokat az erdőket nevezzük, amelyek növekedésébe legalább 150 éve nem avatkozott be az ember.
A szálerdő magról, csemetéről vagy dugványról, ritkán a valamilyen erdőkár miatt fiatalon visszavágott fák sarjairól ered. Ezen belül:
- csemetés az ember magasságát még el nem ért erdősítés;
- újulat a természetes úton (az idős fák elhullatott magjaiból) kikelt és az ember magasságát még el nem ért fiatal erdő.

A jól tervezett szálerdő telepítése, gondozása és felújítása egyaránt komoly szakértelmet igényel és meglehetősen költséges. Fái eleinte lassan nőnek, ennek eredményeként évgyűrűik sűrűek, törzsük keresztmetszete a körhöz közeli. Többnyire egymáshoz közel állnak, tehát törzsük viszonylag hosszú, egyenes, hengeres és ágtiszta. A gyökérzet és a lomb is arányosan fejlődik. Az ilyen erdő korán feltisztul, ezért viszonylag kevés az olyan, korhadó ággörcs, amelyen át a fertőzések könnyen támadhatnak. A magról eredt fák ezeket a gazdasági szempontból előnyös tulajdonságaikat egészen idős korukig megtartják; legtöbb fajuk optimális vágásfordulója száz évnél hosszabb. A szálerdő sűrűsége tervezhető úgy, hogy a talaj árnyalása mindig megfelelő legyen.
A sarjerdő a fák kivágása után visszamaradt tuskókról, gyökerekről, esetleg törzsrészekről ered, ezért telepítése olcsó. A sarjak kezdetben gyorsan nőnek, ezért évgyűrűik szélesek, azok alakja a kerektől jelentősen eltérhet. A fa szövetei lazák, anyaga viszonylag puha. Bár a visszamaradt tuskók egymástól viszonylag távol állnak, de egy-egy tuskóról sarjak tömege fakadhat. A fenti okok együttes hatására a sarjak gyakran girbegurbák és sűrűn elágazóak lesznek. A törzsek a szél nyomására vagy az ágakra rakódó hó súlya alatt könnyen törnek. A tuskón és a korhadó ághelyeken át a sarjakat könnyen megtámadhatják a fertőző gombák. A tuskók elvénülése a sarjak növekedésének ütemét erősen csökkenti. A sarjerdők fája általában csak tűzifának jó. Vágásfordulójuk többnyire 10–40 év, tehát ezekben a (tar)vágás negatív hatásai is gyakoribbak. Az egyenetlen, nagy térközökkel, de csoportosan növekvő sarjak szinte sosem árnyékolják megfelelően a talajt, amit a szél is jobban szárít, mivel a rövidebb vágásforduló miatt a fák átlagos életkora kevesebb (Erdőgazdálkodási, 1964). A vágásforduló azért nem hosszabbítható, mert a fák egészsége a kezdeti gyors növekedés után leromlik; ettől értelemszerűen növekedésük is erősen lelassul.

### Az erdőgazdálkodás szerint
Az erdőgazdálkodás mértékétől és jellegétől függően hagyományosan az erdők három típuscsoportját különböztették meg:
- őserdők,
- gazdasági erdők,
- egyéb rendeltetésű erdők (Erdőgazdálkodási, 1964).

## Növényei
A természetes erdőben az egyes fafajok eloszlása nem egyenletes, az erdőt ökológiai törvények formálják. A termőhely létfeltételeinek négy elsőrendű tényezője:
- a fény,
- a víz,
- a hőmérséklet és
- a talajok tápanyagtartalma.

A fentieknek megfelelően minden faj folyamatosan próbál újabb és újabb területekre átterjedni, és e versengés eredményeként a fajok térben és időben változó módon keverednek. Ezt a folyamatot az egyes élőhelyek állatvilága is befolyásolja. A versengés eredményeként a hasonló termőhelyeken hasonló fajösszetételű, az erőforrásokat optimálisan hasznosító növénytársulások, úgynevezett erdőtársulások alakulnak ki. Az azonos létfeltételek esetén térben ismétlődő társulást (az erdő fáinak összességét) állománynak (faállománynak) nevezzük.

## Éghajlata
Az erdő éghajlata többnyire jelentősen különbözik a nyílt (fátlan növénytársulásokkal borított, illetve növénytakaró nélküli) térszínekétől. Ez a különbség jelentősen függ az erdő fajösszetételétől és a fák elhelyezkedésétől – a sorokba ültetett fákból álló, fajszegény „erdőben” jóval kevéssé jelentkezik, mint a természetes vagy ahhoz közeli erdőtársulásokban; a lomblevelű, illetve elegyes erdőkben a lombos időszakban erőteljesebb, mint a tisztán tűlevelűekből álló társulásokban, a téli időszakban viszont a különbség iránya megfordul.
Az erdőben a napi hőingás kisebb, mint a nyílt terepen – különösen akkor, ha a fák levelesek és az erdő zárt.
Az erdő fékezi a légmozgást, „megfogja a szelet”. Ezért a homokos talajú alföldek védelmére gyakran telepítenek mezővédő erdősávokat; így akadályozzák meg, hogy a szél felkapja és elhordja a kötetlen talajt (egyúttal a szél fékezésével a talaj kiszárítását is gátolják). A fákat csak a nagyon erős szél dönti, illetve billenti ki; különösen ellenállnak a szélnek a mélyre hatoló gyökérzetű keményfák, mint például a tölgyek (Quercus spp.).
A páratartalom szignifikánsan nagyobb, mint a nyílt terepen – olyannyira, hogy nem ritkán már késő délután vagy kora este eléri a harmatpontot. A közép-európai erdőkben a relatív páratartalom a nyári félévben csak ritkán csökken 60% alá; a talaj közelében szinte mindig a harmatpont körül ingadozik.

## Hasznosítása, funkciói

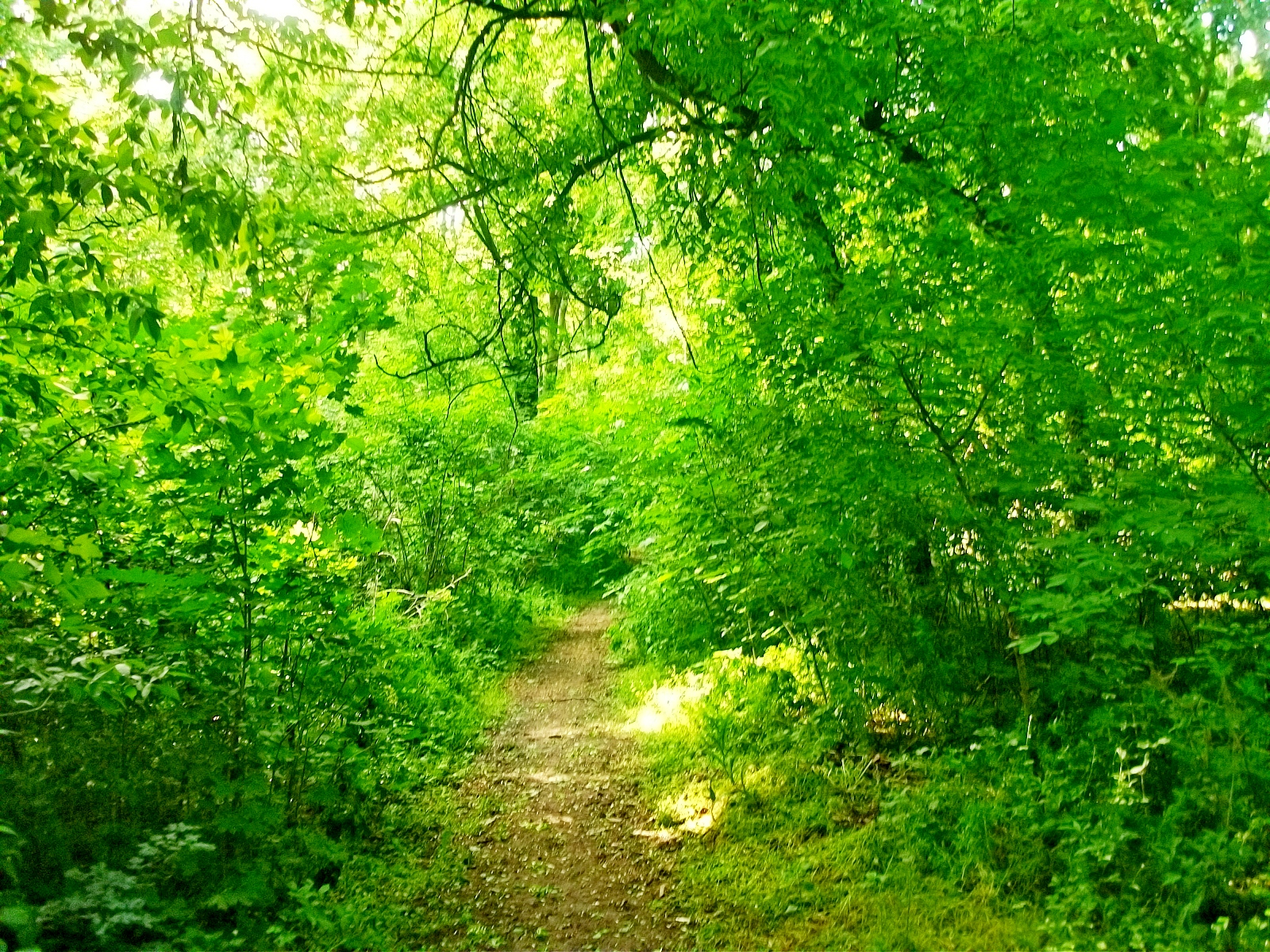
Kastélyerdő Zichyújfaluban. Egykoron a Zichy család vadgazdálkodást folytatott az erdőben.

Az erdők tudatos hasznosítása az erdőgazdálkodás. Az erdőkből származik az építő- és tűzifa döntő többsége. Az 1972-es erdészeti világkongresszuson Buenos Airesben magyar javaslatra fogadták el az erdők funkcióiról szóló tételt. Eszerint az erdők szolgálják a termelést, védő hatásuk van, és egyúttal szociális, jóléti szerepüknek is eleget tesznek. A mai szaknyelvben ezt úgy fogalmazzák, hogy valamennyi erdőterület egyidejűleg tölt be
- védelmi,
- gazdasági és
- közjóléti szerepet.

Az erdő jellegétől, elhelyezkedésétől és a társadalmi-gazdasági igényektől függ, hogy ezek közül melyik a meghatározó, elsődleges.

### A magyarországi erdők jelentősége, legfontosabb funkciói
A hazai erdők nem önfenntartó környezeti rendszerek: jelenlegi formájukat több évszázados emberi beavatkozás, gazdálkodás alakította ki. Éppen ezért csak szakszerű erdőgazdálkodással tarthatók fenn. A fenntartható erdőgazdálkodás alapvető célja az erdő védelme annak érdekében, hogy az megőrizze biológiai változatosságát, termő- és felújuló képességét, megfeleljen a társadalmi igényeknek.

#### Védő erdők

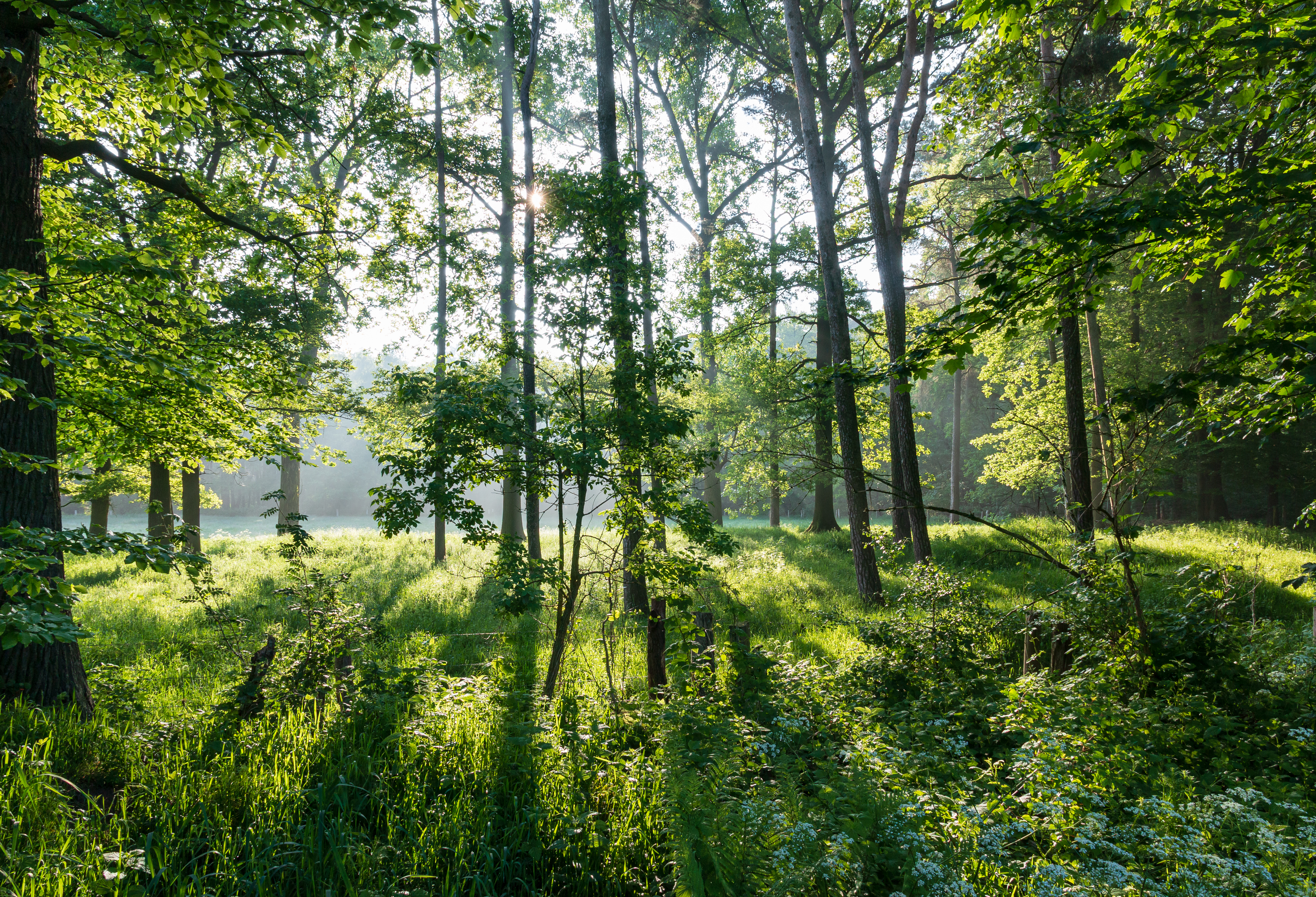
Védett erdő, „Am Enteborn” természetvédelmi terület Dülmennél (Németország, Észak-Rajna-Vesztfália)

Erdeink mintegy harmadának elsődleges funkciója védelmi. Fő típusaik:
- a természetvédelmi oltalom alatt álló, ún. védett erdők és
- a természeti környezetet vagy létesítményeket védő erdők.

A védő erdő jellemzően 20–100 m széles és több mint 200 m hosszú.
A védő erdők típusai:
A talajvédő erdő
- vagy a meredek lejtőket védi a lezúduló csapadékvíztől, lassítva a vízmosások mélyülését (az eróziót),
- vagy a laza termőrétegű homokos és kotus talajok felszínét védi a deflációtól.

A mezővédő erdő elsősorban a szél káros hatásaitól védi a mezőgazdasági termőterületeket, de közben számos élőlénynek is menedéket ad, így gazdagítva a mezők élővilágát.
A vadvédelmi erdő a vadállomány életkörülményeit javítja úgy, hogy az erdő általános védőhatásai is érvényesüljenek és a faállomány szerkezete se romoljon.
A vízvédelmi erdő az ivóvíz-bázisok (tározók, tavak, más felszíni és felszín alatti vizek, források) vízkészletének mennyiségi és minőségi védelmében játszik meghatározó szerepet.
A partvédő erdő az árvízvédelmi töltéseket, gátakat védi a hullámveréstől és a jégtől. Ide soroljuk a csatornák, folyók, tavak és holtágak partszakaszait védő erdőket is, melyek segítenek elkerülni a káros szivárgásokat, elhabolásokat, szabályozzák a talajvízháztartást.
A településvédő erdők a városok, községek és más települések határait, illetve részeit, épületeit védik. Ide soroljuk az egészségünket és közérzetünket javító belterületi vagy a belterület határán növő erdőket, ligeteket is.
A hasonló szerepű tájképvédő erdő a természeti táj egységét, szépségét őrzi; tipikusan ilyenek a tájképet lerontó beavatkozásokat (bányákat, meddőhányókat, gyártelepeket stb.) kitakaró erdők. Ettől a csoporttól jóformán el se különíthetők az utakat és műtárgyaikat, a vonalas vízi létesítményeket, a vasutakat és tartozékaikat védő, takaró, a közlekedés biztonságát javító műtárgyvédő erdők.
- Egykor nagy, mára egyre csökkenő erdőterületek szolgáltak honvédelmi célokat is – ez a szerepük azonban az Árpád-kor óta fokozatosan csökken.

#### Gazdasági erdők
A 20. század közepéig az erdőgazdálkodás fő célja a fa kitermelése volt. Napjainkban fatermelést szolgálónak az olyan erdőt tekintjük, amelyben a fák nevelése és kitermelése a lehető legtöbb és legjobb hasznosítható faanyag előállítását szolgálja úgy, hogy közben az erdő védő hatásai ne sérüljenek.
Az ún. ültetvény-erdők rövid vágásfordulóval kezelt, nemesített, vagy az adott tájegységben nem őshonos fafajokból álló, többnyire intenzíven művelt faállományok. Főbb típusaik:
- az energiaerdőket az utóbbi időben főleg tűzifa előállítására telepítik.
- plantázsoknak a magtermesztő állományokat, illetve ültetvényeket, valamint a vadaskerteket nevezzük. A vadaskert olyan, zárt téri (bekerített), intenzív vadgazdálkodásra kijelölt erdő, amelynek fennmaradását és felújulásának lehetőségét azért biztosítani kell.
- Kimondottan gazdasági céllal telepítik a karácsonyfatelepeket.
- Ipari alapanyagot állítanak elő a bot, vessző és díszítőgally termelésére telepített erdők – ilyen például a fejesfa üzemmódban kezelt erdő és a fűzvessző telep.

#### Közjóléti erdők
Az erdei élőhelyek kutatása, a szakemberek állandó továbbképzése és az erdei iskolák rendszere is hozzájárul ahhoz, hogy még jobban megismerjük:
- az erdő funkcióit és dinamikáját,
- az ökoszisztémák és az emberi jólét összetett kapcsolatait, valamint
- az emberi tevékenységek és az erdőgazdálkodás kölcsönhatásait.

### Erdőgazdálkodás Magyarországon

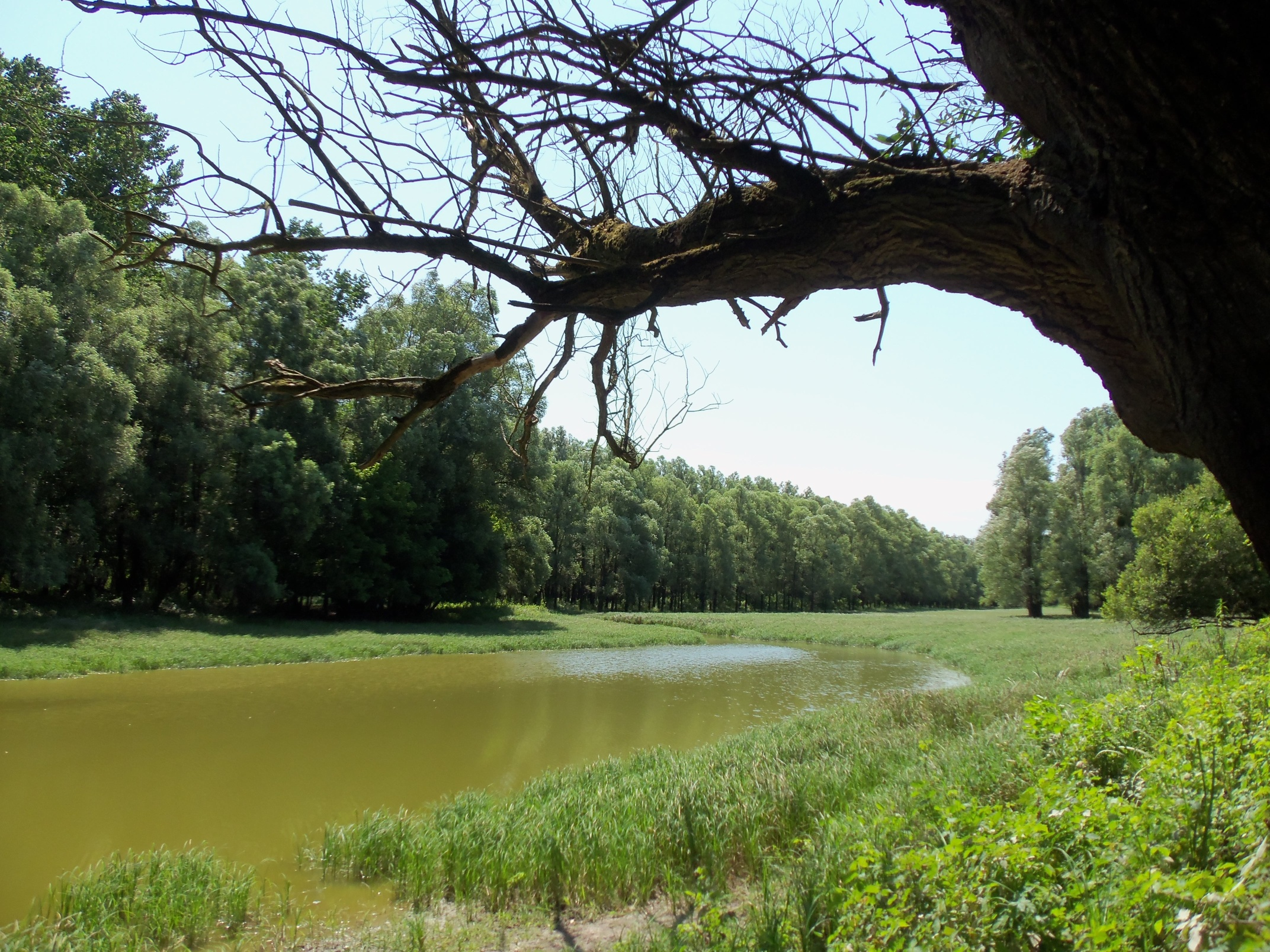
A Gemenci-erdő

Magyarország jelenlegi erdeit több évszázados emberi tevékenység alakította ki.

#### A középkori erdőgazdálkodás
A honfoglalás idején törzsi tulajdonba nem került földek, erdők, vizek az Árpád-korban a királyi vagyont gyarapították. Meg kellett szervezni az így kialakult hatalmas birtokok védelmét és kezelését, hasznosítását. E célból hozták létre a királyság első két évszázadában a királyi erdőóvók, a vadóvók és a vízóvók, valamint az erdőispánságok intézményét.
Az erdőt a középkor elején még rendszertelen szálalással hasznosították: kiválasztották és kivágták a szükséges méretű, minőségű és fajú fát (építkezéshez, kézműves célra, szénégetéshez stb.), valamint a tűzifát. Az erdő regenerálását a természetre bízták.
Súlyosan terhelte a bioszférát a mezőgazdasági termőterület növelése. A középkorban két külön szervezet alakult ki Magyarországon az erdők irtására: a soltészoké és a kenézeké.

#### Az üzemszerű erdőgazdálkodás kezdetei
Mária Terézia két, kiemelkedően fontos intézkedést hozott az erdők lerablásának, további lerontásának megakadályozására.
1. az 1735-ben Selmecbányán létrehozott bányatisztképző iskolát (Bergschule, másként Bergscola) 1770-ben három tanszékkel (professzura) működő mérnökképző akadémia rangjára emelte. A tantervi utasítás, a „Systema” jóváhagyó határozatában a királynő külön is hangsúlyozta hogy „… az erdők művelésére is különös gonddal legyenek”.
2. 1769. december 22-én adta ki a Magyar Királyság erdőrendtartását. Ezt 1770-ben nyomtatták ki „A fáknak és erdőknek neveléséről és megtartásáról való rendelés” címen.
Az ipari forradalom felértékelte a fát, mint nyersanyagot. Egyre fontosabb lett a szakértő erdőgazdálkodás. A 18-19. század fordulóján több szakiskolát is alapítottak (Liptóújvárott, Kismartonban, Keszthelyen, majd Nagyszebenben). Erdészeti ismereteket a pesti egyetemen is tanítottak.
I. Ferenc király döntése alapján 1808-ban az erdőmérnökök képzését leválasztották a Selmeci Akadémiáról, és számukra önálló tanintézetet hoztak létre ez lett a Forstinstitut.
Az 1848-as polgári forradalom megszüntette a jobbágyságot. Ennek eredményeként kihasították a nagybirtokok erdeiből az úrbéres erdőket, és egy hosszan elnyúló folyamattal megalakultak az erdőbirtokossági társulatok. Az erdészet polgári átalakulása az 1867-es kiegyezés után indult be. Motorja az 1866-ban alapított Országos Erdészeti Egyesület volt, tudatformáló eszköze pedig az 1862-ben indított Erdészeti Lapok. Mindkét intézmény máig működik.

#### A századfordulón

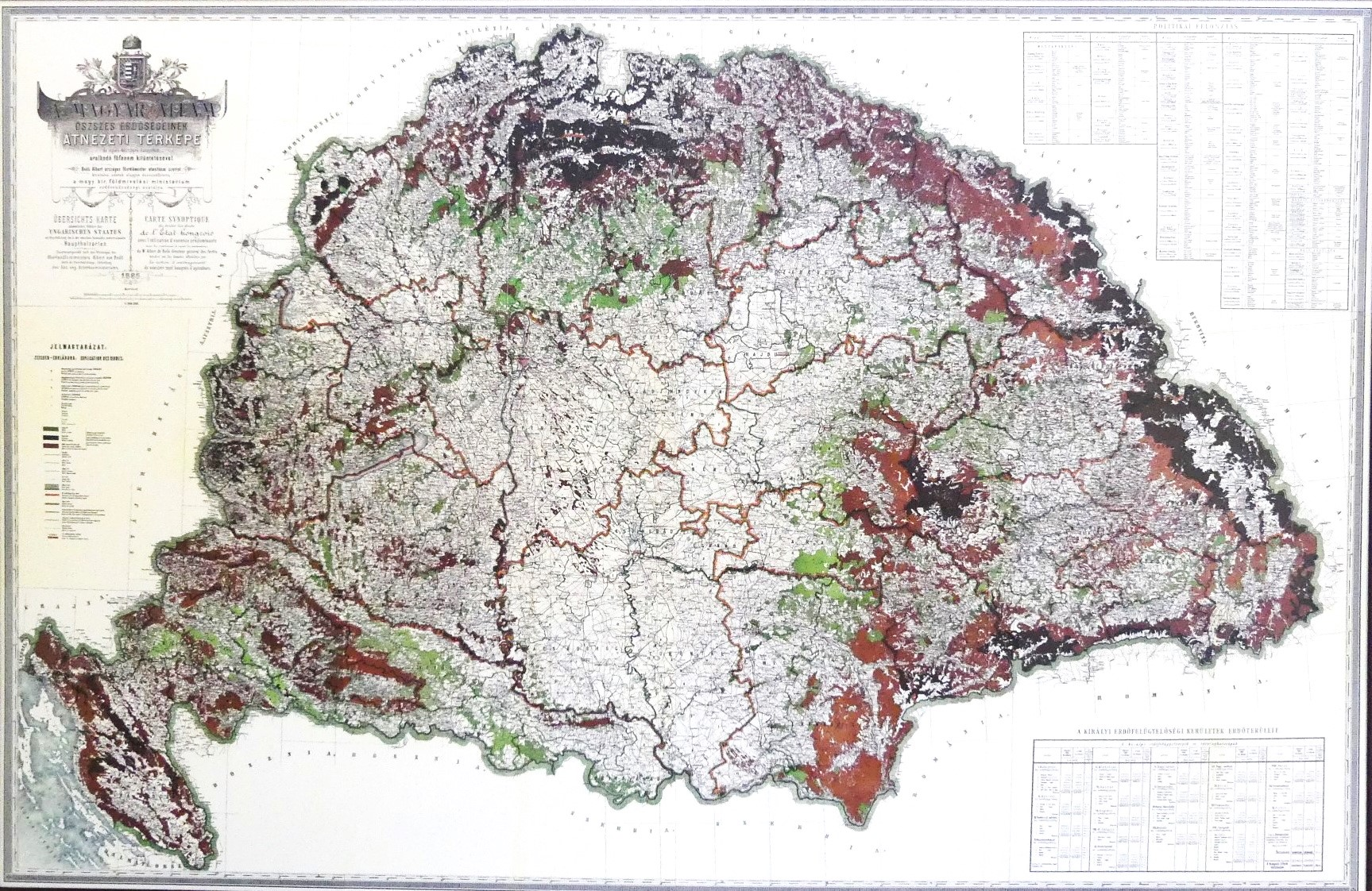
A magyar erdők a századfordulón

Az 1867 utáni fejlődés divergens volt: a deklarált célokhoz kevéssé illeszkedett a gyakorlat. Az országgyűlés 1879-ben megalkotta az első polgári erdőtörvényt (XXXI. tv.), amely igyekezett az erdőket megvédeni a profithajszoló kizsákmányolástól, és előírta a gazdálkodást szabályozó erdőgazdasági üzemtervek bevezetését (ezt 1880-ban meg is tették). 1883–1892 között kiépült az alsó fokú állami erdészképzés iskolarendszere (Ásotthalma, Temesvár Vadászerdő, Liptóújvár, Görgényszentimre). Magyar nyelvű erdészeti szakkönyveket jelentettek meg (az oktatás nyelve korábban túlnyomóan a német volt). A szaktudomány fejlesztésére Selmecbányán 1897 végén létrehozták a Királyi Magyar Erdészeti Kísérleti Állomást (ennek utódja a budapesti székhellyel ma is működő Erdészeti Tudományos Intézet).
Eközben az erdőgazdálkodás gyakorlata éppen ellentétesen, az erdők lerablása felé mozdult el. Ezt jelentősen elősegítették olyan technikai vívmányok, mint például az erdei vasút. A nagy tarvágások után többnyire elmaradt a szakszerű erdőfelújítás és erdőápolás. Lombos erdeink nagyban leromlottak; a nemes tölgyeket (Quercus spp.) és a bükköt (Fagus silvatica) visszaszorították olyan elegyfák, mint a gyertyán (Carpinus betulus), a cser (Quercus cerris), a magas kőris (Fraxinus excelsior), és – főként az úrbéres erdőkben – az Észak-Amerikából behozott fehér akác (Robinia pseudoacacia). A szálerdők jó része elsarjasodott, a vékony talajú hegyoldalakon terjedelmes kopárok alakultak ki.
A történelmi Magyarország erdősültsége ezzel együtt még mindig 25-27% volt, az erdőgazdaság és a produktumaira épülő faipar a gazdaság perspektivikus ágazatának ígérkezett.

#### A két világháború között
A várható fejlődést derékba törte az első világháborúban elszenvedett vereség, és annak eredménye, a trianoni békeszerződés, aminek következményeként az erdészet a gazdaság többi ágazatánál nagyobb veszteségeket szenvedett. Magyarország erdőterületének 84,1%-át vesztette el, mégpedig a gazdasági, természetvédelmi és idegenforgalmi szempontból legértékesebb erdőket. Elcsatolták a selmeci főiskolát, a négy kísérleti állomás közül hármat, a kísérleti területek nagy részét, rengeteg államerdészeti ingatlant stb. A kiképzett személyzet jó része is az elcsatolt területeken maradt. Az erdős Magyarország egy csapásra Európa erdőben-fában negyedik legszegényebb országává vált; erdősültsége még a 12%-ot sem érte el (1945: 11,8%).
A gyökeresen megváltozott adottságoknak megfelelő új erdészeti politikát Kaán Károly erdőmérnök, az államerdészet vezetőjének irányításával dolgozták ki. Ennek két egyszerű, világos alapelvre épült:
- 1. Megvédeni a megmaradt erdőket; javítani, a természetes állapothoz minél közelebb vinni azok szerkezetét.
- 2. Minden lehetséges módon növelni az ország erdőterületét, elsősorban a fátlan Nagyalföldön.

E célok elérésének lehetőségeit erősen korlátozta a húszas évek szűkössége, majd a nagy gazdasági világválság, végül a második világháború.
A két világháború közötti korszak kiemelkedő szakmai eseménye volt második korszerű polgári erdőtörvényünk és egyben az első magyar természetvédelmi törvény, az 1935. évi IV. tc. megalkotása. 1936-ban Magyarország rendezte a II. Erdészeti Világkongresszust.

#### A II. világháborútól a rendszerváltásig
1945 márciusában a még Debrecenben székelő Ideiglenes Nemzeti Kormány megalkotta 600/1945.M.E. számú rendeletét „a nagybirtokrendszer megszüntetéséről és a földmíves nép földhöz juttatásáról”. A 100 kat. holdnál nagyobb erdőket állami tulajdonba vették, a 10-100 kat. hold közöttieket pedig állami ellenőrzés alatti községi tulajdonba vonták. Ezzel hatalmas állami erdőbirtok jött létre.
A rendkívüli állapotok az 1950-es évek első felére normalizálódtak, és az állam tömeges erdőtelepítésbe kezdett.
Az erdők egyéni és a társult magántulajdonlásának 1959-60-ban a mezőgazdaság tömeges kollektivizálása vetett véget, a termelőszövetkezetek tulajdonába adva az ilyen erdőbittokokat. A telepítések eredményeként a honfoglalás óta először nőni kezdett az ország erdőterülete, és az ezredfordulóra elérte a 19,2%-ot – emellett jelentős volt a kommunális-ökológiai célú fásítás is.
Az erdészeti politika többcélúvá vált. Az 1970-es évek elejére az ország valamennyi erdejére elkészült az üzemterv, az üzemtervek alapján pedig a megbízható országos erdőleltárt. Nagyot fejlődött az ágazati infrastruktúra többi ága, így a szakoktatás és tudományos kutatás is. Az 1934-től a budapesti műszaki, majd a Magyar Agrártudományi Egyetem erdőmérnöki kara 1952-től mint önálló, egyetemi rangú Erdőmérnöki Főiskola folytatta tevékenységét, majd 1962-ben pedig új karral bővülve Erdészeti és Faipari Egyetem lett – jelenleg a Nyugat-magyarországi Egyetem Erdőmérnöki Kara. Az 1950-es években megindult az erdőgazdasági szakmunkásképzés, továbbá középfokú szakiskolákat alapítottak Sopronban, Szegeden, később Mátrafüreden.
1949-ben az Erdészeti Tudományos Intézet mellett létrejött a Faipari Kutatóintézet és az MTA Erdészeti Bizottságát is megalakították.
A termelőszövetkezetek erdőgazdálkodása kevésbé fejlődött; a legtöbb szövetkezet a fakitermelés gépesítésére és a fagyártmány-termelésre összpontosított.
Az „erdőművelés aranykorának” az 1968-as új mechanizmus vetett véget, mert túlságosan rövid távra optimalizáló gazdasági szabályozókat vezetett be. A '80-as évtized likviditási válsága még inkább lefékezte a fejlődést.

#### A rendszerváltás után
Az 1989/90-es rendszerváltás ismét komoly változásokat hozott. Az egykor szövetkezeti tulajdonba vont erdőket ismét magántulajdonba adták, sőt, olyan helyeken, ahol a privatizációs földalap nem volt elég, mintegy 200 ezer hektár állami erdőt is privatizáltak. Az állami erdőket (az összes erdőterület csaknem 60%-át) a Kincstári Vagyonigazgatóság tulajdonába adták.
A magánerdőkben a gazdálkodás számos helyen be sem indult, vagy csak akadozva. A problémák megoldására megalakult a Magán Erdőtulajdonosok és Gazdálkodók Országos Szövetsége, mint érdekképviseleti szervezet.
A központi költségvetés egyensúlyának felborulása miatt erősen visszaesett az erdőtelepítés, ami a magántőkére alapozott telepítések erősödtével nagyjából 2010-re érte el a rendszerváltás előtti szintet.
Az új társadalmi-politikai viszonyok mellett a környezetvédelem eszméjének térhódítása is szükségessé tette az erdészeti politika újragondolását, a jogszabályok átalakítását. Külön törvény rendelkezik a természetvédelemről, külön a vad védelméről és a vadászatról – mindkettő szoros kapcsolatban van az erdőtörvénnyel. A hatósági munka, az felügyelet megújításának jelen a 37/1996. számú FM rendelet az Állami Erdészeti Szolgálat létrehozásáról és szervezetéről – ezek a fontos jogszabályok már az európai jogharmonizálás részei.
Magyarország 2004. május 1. óta az Unió tagja, ami ismét új helyzetet teremtett, de erdőgazdasági hatásai még nem egyértelműek.

#### Természetközeli erdőgazdálkodás

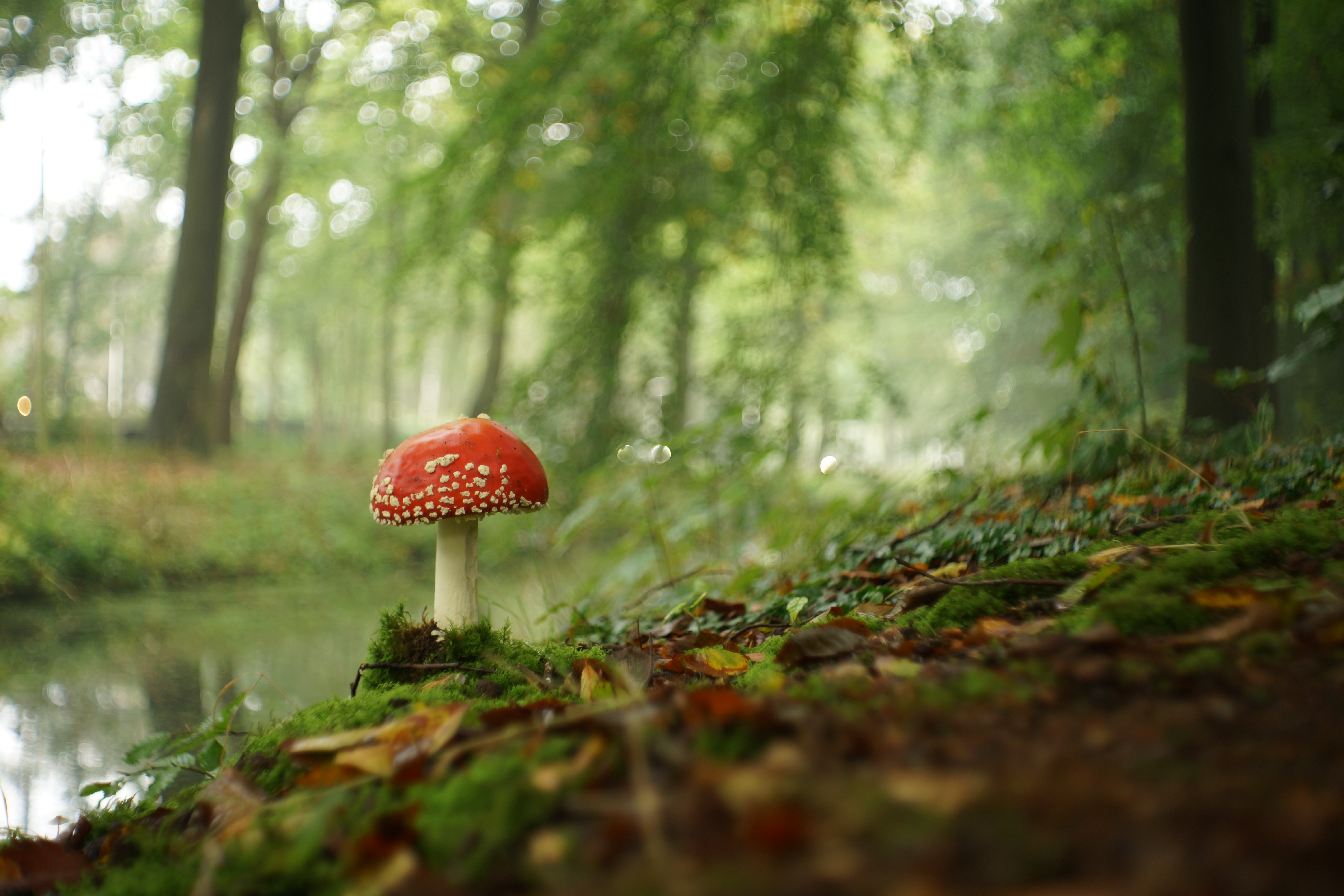
Mérgező légyölő galóca gomba az erdő mélyén

Az ember a természet erőforrásaiból biztosítja a megélhetését, és ennek érdekében gazdálkodik a környezetében és a környezetével. A jelenlegi ismeretek szerint az egyetlen újratermelhető nyersanyagforrás a növényzet, így az erdő is, aminek termesztésével az emberiség biztosítja táplálékát, kielégíti nyersanyag- és energiaigényét. A megújuló, környezetkímélő energiaforrások között a fás szárú növények fontos helyet foglalnak. A szükségletei kielégítése érdekében az ember évszázadok óta használja, gazdálkodik az erdővel.
A mai kor erdészének legfontosabb feladata, hogy a meglévő favagyonnal hosszú távra előrelátva, tartamosan úgy gazdálkodjon, hogy a társadalom erdő iránti igényeinek mind magasabb fokú kielégítése mellett a favagyon sem mennyiségben, sem értékben ne csökkenjen, és a gazdálkodás lehetősége a jövő nemzedékei számára is fenntartható maradjon.
Az erdészek, erdőgazdálkodók célja a folyamatosan fenntartható fejlődés biztosítása az erdő javainak használata során. Jelenleg a magyarországi erdők 350 millió m³ fakészlete évente 11 millió m³-rel gyarapszik a fák növekedése révén, a fakitermelés pedig 7,8 millió m³, tehát a fakészlet folyamatosan gyarapszik.
A természet védelme a környezetvédelem alapvető eleme, nemcsak egy ország társadalma, hanem az egész emberiség jól felfogott érdeke. A természetvédelemben az erdészek úttörő szerepet játszottak, és tevékenységük ma is meghatározó. A természetvédelem alapjait a szakszerűen gazdálkodó erdész rakta le, és az erdő folyamatos gondozásával szinten tartja. Az erdész szakma, az erdészek által alkalmazott erdőkezelési technológiák folyamatosan fejlődnek – az erdőket alkotó fajok várható életkorát áttekintve ez néha emberöltőkkel mérhető – figyelembe véve a társadalmi igények és érdekek változását. Fontos kérdéssé és feladattá vált, hogy a természetközeli erdőkben természetközeli erdőgazdálkodás valósuljon meg, ami a természeti folyamatokat mintázó, azokat optimálisan felhasználó, a biológiai sokféleséget biztosító gazdálkodási mód.
Ezek a termelési módok igénylik az erdei úthálózat bővítését, és a gyakori kis volumenű termelést, mely tényezők a költségek növekedését okozzák.
Az erdők hozama hagyományos vágásos üzemmód mellett is alacsony tőkearányos jövedelmet biztosít, ennek ellenére más agrárágazatokhoz viszonyítva egyre csökkenő mértékben támogatott.
Az erdőgazdasági társaságok állami erdőket, az ország erdeinek 46%-át kezelik, szakmailag elhivatott, hozzáértő szakemberekkel.
A magyar jogrendszer törvényi szinten – több uniós ország elismerését is kivívva – garantálja az erdőgazdálkodást. Az erdőgazdasági társaságok is ezen törvények alapján, az erdészeti hatóságok által – védett területek esetében a természetvédelmi hatóságok engedélyével – kiadott 10 éves üzemterv, és az abból, a gazdálkodók által évente készített, és a hatóság által engedélyezett erdőgazdálkodási terv szerint végzik munkájukat.
Az állami erdőgazdaságok az ökológiai érdekeket is szolgáló, és ökonómiai szempontokat is figyelembe vevő természetközelibb gazdálkodási munkamódszerekkel dolgoznak. Ilyen az állandó erdőborítás, szálalás, természetes (csoportos, vonalas) felújítóvágások, őshonos fafajokra való erdő-átalakítás (például fenyveseket bükkösökké). A termőhely, a klíma adottságait figyelembe véve a természetes, természetközeli erdőgazdálkodási módszerek maximális kiterjesztésére törekszenek.
Az állami tulajdonú társaságok kezelésében lévő erdők nagysága teszi lehetővé, hogy a különböző minőségű és adottságú erdőterületek jövedelmeit, illetve veszteségeit kiegyenlítve, a rossz minőségű, gyenge termőhelyen álló erdőterületek fenntartását és a bevétellel nem fedezett közcélú, közjóléti szolgáltatásokat is biztosítani tudja a jobb termőképességű erdők hozamából.
- Lásd még:Erdőfelújítás

## Lombhullató erdők
A Kárpát-medence legnagyobb része éghajlati adottságai révén – klímazonálisan – a lombhullató erdők övében fekszik. Ennek megfelelően a szárazföldi, természetközeli állapotban lévő társulások egy jelentős része fás vagy más néven erdőtársulás. Az erdők lehetnek klímazonális erdők, abban az esetben, ha alapvetően az éghajlati viszonyok befolyásolják fajösszetételüket és szerkezetük kialakulását. Ez a tengerszinthez számított magasságtól függően bizonyos magasságokban más és más erdőt jelent. 

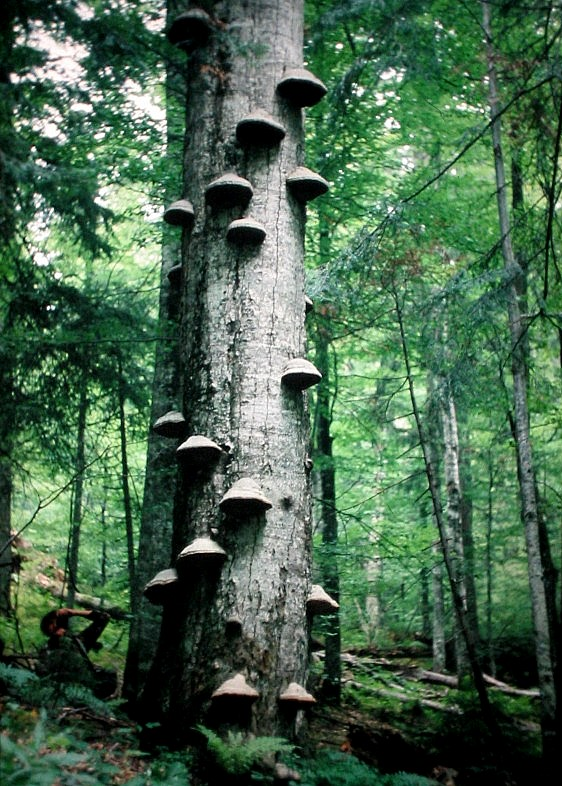
Bükkfa-tapló

Például a dombvidéken nagyjából 250 méter felett a cseres-tölgyes erdők a jellemzők. Uralkodó fáik a csertölgy (Quercus cerris) és a kocsánytalan tölgy (Quercus petraea). Mintegy 400 méter felett őket a gyertyános-tölgyesek váltják fel. Ebben az erdőtípusban uralkodó a kocsánytalan tölgy mellett a második alacsonyabb lombkoronaszintet kialakító közönséges gyertyán (Carpinus betulus). Többé-kevésbé 600 métertől már egy másik erdőtípus, a bükkösök lesznek a jellemzők. Az egyes magassági értékek nem adhatók meg, csak hozzávetőlegesen, hiszen egyéb környezeti tényezők kisebb-nagyobb mértékben ezt a határt módosíthatják.
Magyarország a lomberdők zónájába tartozik, kivétel az Alföld. Az emberi tájátalakítás előtt Magyarország kb. 85%-át erdő fedte, ma ez alig éri el a 20%-ot. A hazai fás társulások közül a legnagyobb területet a klímazonális (kialakulásukban az adott terület hőmérsékleti és csapadék mennyiségi tényezők játszottak szerepet) erdők foglalják el. Ezek élőhelyükön mindig zárótársulást jelentenek, legelterjedtebb típusa a cseres-tölgyes erdő. Két faj alkotja a lombkoronaszintet, a csertölgy és a kocsánytalan tölgy. Cserjeszintjük jól fejlett, gyepszintjük virágzó fajokban gazdag.
400-600 méteres magasságban vannak a gyertyános-tölgyes erdők. Lombkoronaszint két- szintes, tölgy a felső szintet, míg a gyertyán az alsó szintet alkotja. A cserjeszint fejletlen.
600 méternél magasabb területeken találhatók a bükkös erdők. Zárt lombkoronaszintet alkot ezért a cserje szint csak az újulatból áll. A fenyvesek kis kiterjedésűek, aljnövényzetük mohák, zuzmók és gombák. A ligeterdő társulások a folyók, vízfolyások parti területein alakultak ki. Jellemző fái fűz és nyár. A láperdők társulásai a lefolyástalan, talajvizes területek erdői, fái az éger és a nyír. Az alapkőzet által befolyásolt társulások jellemző típusai a homoki erdők. A buckatetők száraz meleg lejtőin a nyíltabb homoki tölgyesek, míg a magasabb vízszintű homokterületen a zárt homoki tölgyesek alakultak ki. A sziklás talaj hatására alakult ki a molyhos-tölgyes erdők, rendkívül gazdag cserjeszinttel, virágos növényekkel. A törmelékes, sziklás lejtők erdői a hársas-kőrises társulások, és ezek főleg a talajpusztulást gátolják meg.

## Tűlevelű erdők

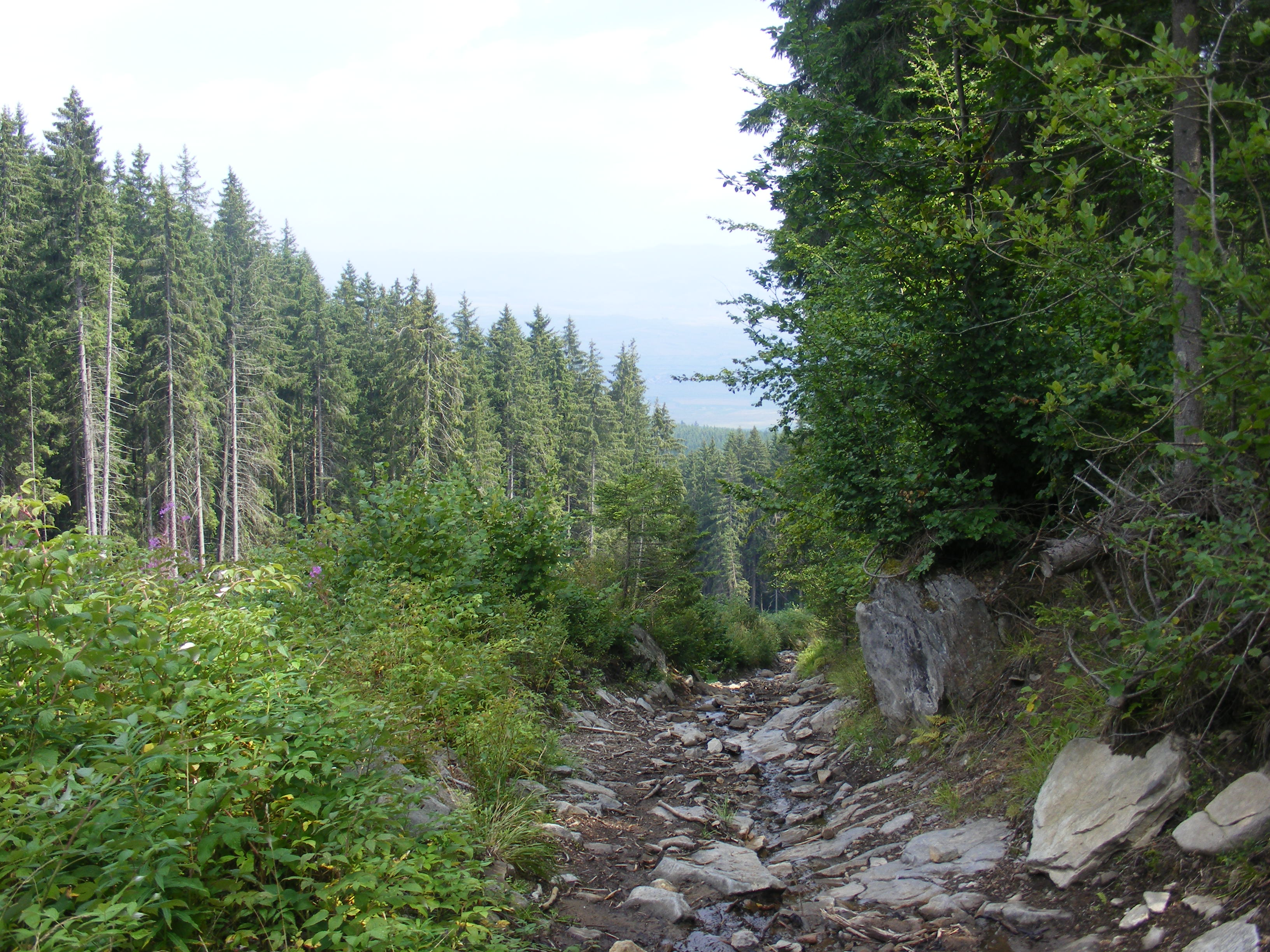
Tűlevelű erdő a Hargita-hegységben

A mérsékelt övi tűlevelű erdők jellemző helye a tajga. Ott fordul elő, ahol a nyár túl rövid, a tél pedig túl hosszú ahhoz, hogy a lomblevelű erdők megéljenek. A tajgazóna, amely az északi félteke mérsékelt égövét a hideg égöv felé határolja, a déli féltekén azért nem alakulhatott ki, mert a létrejöttéhez kedvező klimatikus adottságú területeket csaknem mindenhol tenger borítja . A Földön ebben a zónában a legnagyobbak az évi hőmérséklet-ingadozások. Egyes területeken ezek +30 °C-os nyári maximummal és -70 °C-os téli minimummal még a 100 °C-os értékkülönbséget is elérhetik. A viszonylag kevés – évi 300–600 mm-es – csapadék ellenére is nedves klíma alakul ki, mert a hideg időjárás miatt a vízpárolgás is csekély.
A tűlevelű és a lombos erdők határán keverednek a két zóna jellemző fái, elegyes erdőket alkotva. A tajgaerdőben a lombos fák közül már csak a nyírfa marad meg. A kevés fény és a kedvezőtlen talajadottságok miatt a cserjeszint hiányzik, és a gyepszint is fajokban nagyon szegény. Mohákban és zuzmókban ellenben igen gazdag ez az erdő.

## Esőerdők
A trópusi esőerdők az Egyenlítő mentén helyezkednek el. Környezeti tényezői nagyon kedvezőek a dús növényzet és az erre épülő állatvilág kialakulásának. Területén egyenletesen meleg hőmérséklet uralkodik egész évben. Az évi középhőmérséklet 25-27 °C, míg a hőingás mértéke nem haladja meg az 1 °C-ot sem. Az évi csapadék mennyiség 1500–5000 mm között mozog. A nagy páratartalom teszi lehetővé a termelő növények biológiai produkcióját. Az őserdő növényei állandóan lombosak, örökzöldek. Ennek köszönhetően folyamatos virágzást és termésbeérést tapasztalhatunk. A növények magasságától függően több szintet különböztetünk meg. 
A felső lombkoronaszintet az erdőből kiemelkedő 50-60 méter magasra növő óriásfák alkotják és nem képeznek összefüggő lombtakarót. Az alattuk növő 20-30 méter magas fák alkotják a középső lombkoronaszintet, melyek már összefüggő lombtakarót alkotnak. Ezek alatt egy harmadik szint is kialakult a 10-15 méter magas fiatal fák csoportja mely szint nem egy-két, hanem több száz fiatal fa fajból áll. Ez a harmadik szint is zárt lombkoronaszinttel rendelkezik, így az alattuk elhelyezkedő cserje szintnek már kevés és az az alatt lévő gyepszintnek szinte már alig jut napfény. Az itt élő növények már természetesen árnyéktűrők. Új növények jelennek meg a lombkorona szinteken, a fánlakó növények, melyek a fák törzsének mélyedéseiben összegyűlő korhadékra, szerves törmelékre telepednek, ennek tápanyagát és az itt meggyűlő vizet használják életműködéseikhez. Egy-egy óriásfán akár 30-40 fánlakó növényfaj is előfordulhat Ezen növények zöld felülete az élőhelyként szolgáló növény lombkorona méretét is meghaladhatja. Az őserdő minden szintjén megtalálható mohák jelentősége a vízraktározásban és az állandó nedvességellátásban van. Az esőerdők gazdag növényvilágára épül a fogyasztók változatos állatvilága. Az elsődleges fogyasztók főleg a lombkoronaszinten élnek. Főbb képviselőik a majmok, valamint a rendkívül színes madár- és rovarvilág. A másodlagos és harmadlagos fogyasztók a hüllők és a macskafélék közül kerül ki. Az esőerdők hatalmas mennyiségű hulladék szerves anyaga a talaj felszínére kerülve rendkívül gyorsan lebomlik. A lebontó élőlények – rovarok, gombák, baktériumok – tevékenységét a meleg, az állandó esőzések nagymértékben elősegítik. A gyors lebontás miatt nincs idő a humuszképződésre, így termőrétege igen sekély és csekély a tápanyagtartalma.

## A Kárpát-medence erdői

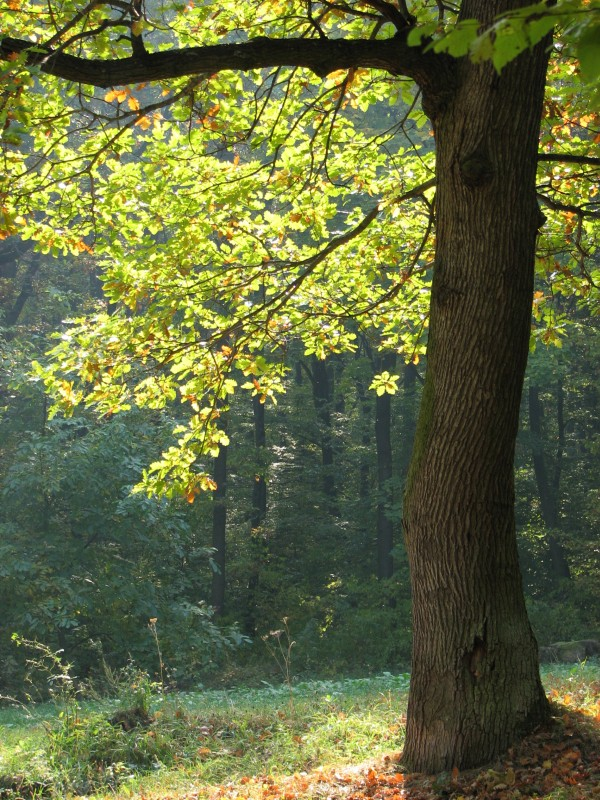
Kocsánytalan tölgy ellenfényben

Magyarország területének közel 21%-át borítja erdő.
„Erdészeti szempontból is jelentős, hogy Magyarország a Kárpát-medence legmélyebb részét foglalja el” (Solymos Rezső). Területének alig több, mint 2%-a terül el a 400 m tszfm. felett. Erdei jól kifejezik az éghajlat jellegét. A legkedvezőbb humiditású területek erdei főleg bükkösök, a kedvezőké gyertyános-tölgyesek, a megfelelőké tölgyesek. Az erdőgazdálkodás eredményességét Magyarországon főleg a „vízellátás” határozza meg. A természetes növénytakaró fajgazdag, a biodiverzitás általában kedvező. Növényföldrajzilag a holarktikus flórabirodalom közép-európai flóraterületébe tartozik, amelynek flóratartományai közül itt található a kárpáti, az alpesi, a nyugat-balkáni és a pannóniai. Erdei az erdős puszták övében és a mérsékelt övi lombos erdők — ezen belül a zárt tölgyesek és a bükkösök — övében helyezkednek el.